# Monumento al Descamisado
El Monumento al Descamisado, también conocido como el Monumento al Trabajador, el Monumento al Descamisado Desconocido, el Monumento a Eva Perón, y el Monumento de la Gratitud Popular, fue un proyecto arquitectónico inconcluso del segundo gobierno de Juan Domingo Perón.
Se ubicaría en Buenos Aires, el barrio de la Recoleta, al lado de la Facultad de Derecho. De acuerdo a algunas versiones, sería una obra faraónica: requeriría 42.000 toneladas de cemento, tendría 134-140 metros de altura (superando a la Estatua de la Libertad), con la estatua del descamisado tomando 53 metros, y más de 30 niveles. Habría ocupado 8.000 metros cuadrados, con 100 metros de diámetro basal, y una galería externa con 16 figuras de 5 metros de alto cada una.
Se tendría que subir una escalinata de base circular para acceder dentro de la estructura. Adentro se apreciaría un gran salón con paredes de mármol, frisos y columnas romanas, coronado por una cúpula revestida de mosaicos y pepitas de oro. Allí estaría el mausoleo donde descansarían los restos de Eva Duarte, dentro de un sepulcro que estuviera tallado en cristal de roca y cubierto con una imagen de Eva Perón yacente, trabajada en 400 kilos de plata; este modelo sería una réplica exacta de su cuerpo.
Además al entrar a través de tres inmensas puertas de bronce adornadas con bajorrelieves con la frase "Justa, Libre y Soberana". Al mirar hacia el techo, se podría leer una frase de La Razón de mi Vida. La estructura interior de la estatua del Descamisado permitiría a los visitantes subir hasta su cabeza mediante una escalera de caracol o catorce ascensores. Contaría con múltiples paradas intermedias, entre ellas cuatro miradores: una al nivel de la galería de estatuas, otra a la altura de una biblioteca con publicaciones sobre Evita y Perón, la tercera al nivel de un salón superior, y la última a la altura del yunque, detrás del Descamisado.

## Historia

### Orígenes
En 1951 Eva Perón, esposa del presidente de la Argentina, concibió la idea de erigir un monumento para conmemorar el 17 de octubre y homenajear a los trabajadores. El monumento consistiría de una estatua gigantesca de un trabajador. Bajo la estatua, una tumba guardaría los restos de un descamisado. 
Con la muerte prematura de Evita, el proyecto fue modificado. El 26 de junio de 1952, la Cámara de Diputados aprobó una ley para erigir lo que ahora se llamaría Monumento a Eva Perón. Que se trataría de una reforma al monumento para incluir dentro un mausoleo, donde residirían los restos preservados de Eva Perón.
Mientras el cuerpo de Eva Perón yacía en el edificio de la CGT, donde el Dr. Pedro Ara Sarria cuidaba del largo proceso de embalsamamiento, se completaron los cimientos de la nueva estructura y algunas obras llegaron a realizarse. 

### Tras el Golpe de 1955
En el mismo sitio, el gobierno peronista de Isabel Perón intentó en la década de 1970 edificar un mausoleo llamado el Altar de la Patria.
Hoy en día, algunos restos de lo que hubiese sido el monumento se encuentran en el patio de la Quinta de San Vicente,  que había sido la quinta de Juan Perón y ahora convertido en un museo donde además yace su cuerpo.